# حكومة رياض حجاب
تشكلت حكومة رياض حجاب في 23 حزيران 2012 بموجب المرسوم رقم 210 لعام 2012 القاضي بتشكيل حكومة الجمهورية العربية السورية برئاسة الدكتور رياض فريد حجاب. هذه الحكومة هي الوزارة رقم 90 منذ استقلال سورية عن الدولة العثمانية عام 1918، وهي رابع وزارة في عهد الرئيس بشار الأسد.
استمرت هذه الحكومة حتى انشقاق رياض حجاب في 6 آب 2012  ليخلفه في رئاستها عمر إبراهيم غلاونجي بشكل مؤقت، ليُسمى الدكتور وائل نادر الحلقي في 9 آب 2012 رئيساً لمجلس الوزراء.
تشكلت هذه الحكومة بعد استقالة حكومة عادل سفر في 7 حزيران 2012، وتضمنت الحكومة أحد عشر وزيراً جديداً وشهدت تغييرات في بعض الوزارات وإضافة وزارة جديدة وإضافة وزيري دولة:
نص المرسوم التشريعي رقم 44 على إحداث وزارة الموارد المائية لتحل محل وزارة الري.
نص المرسوم التشريعي رقم 45 للعام 2012 على إحداث وزارتان باسم وزارة الإسكان والتنمية العمرانية ووزارة الأشغال العامة.
نص المرسوم التشريعي رقم 46 للعام 2012 على إحداث وزارتان باسم وزارة التجارة الداخلية وحماية المستهلك ووزارة الاقتصاد والتجارة الخارجية.

## التشكيل الوزاري
تألفت حكومة رياض حجاب من الوزراء:
| الترتيب | المنصب                                   | الصورة          | شاغل المنصب                | الحزب                         | الحزب        | في المنصب من        | في المنصب حتى        |
| ------- | ---------------------------------------- | --------------- | -------------------------- | ----------------------------- | ------------ | ------------------- | -------------------- |
| –       | رئيس مجلس الوزراء                        |                 | رياض فريد حجاب             | حزب البعث العربي الاشتراكي    |              | 23 حزيران 2012      | 6 آب 2012            |
| –       | نائب رئيس مجلس الوزراء                   |                 | داوود راجحة                | حزب البعث العربي الاشتراكي    |              | 23 حزيران 2012      | 18 تموز 2012         |
| –       | نائب رئيس مجلس الوزراء                   |                 | وليد المعلم                | حزب البعث العربي الاشتراكي    |              | 23 حزيران 2012      | 16 تشرين الثاني 2020 |
| –       | نائب رئيس مجلس الوزراء لشؤون الخدمات     |                 | عمر إبراهيم غلاونجي        |                               |              | 23 حزيران 2012      | 22 حزيران 2016       |
| –       | نائب رئيس مجلس الوزارء للشؤون الاقتصادية |                 | قدري جميل                  | حزب الإرادة الشعبية           |              | 23 حزيران 2012      | 29 تشرين الأول 2013  |
|         | الدفاع                                   |                 | داوود راجحة                | حزب البعث العربي الاشتراكي    |              | 8 آب 2011           | 18 تموز 2012         |
|         | الدفاع                                   | فهد جاسم الفريج | حزب البعث العربي الاشتراكي |                               | 18 تموز 2012 | 1 كانون الثاني 2018 |                      |
|         | الخارجية والمغتربين                      |                 | وليد المعلم                | حزب البعث العربي الاشتراكي    |              | 11 شباط 2006        | 16 تشرين الثاني 2020 |
|         | الداخلية                                 |                 | محمد إبراهيم الشعار        | حزب البعث العربي الاشتراكي    |              | 14 نيسان 2011       | 26 تشرين الثاني 2018 |
|         | شؤون رئاسة الجمهورية                     |                 | منصور فضل الله عزام        |                               |              | 23 نيسان 2009       | 13 كانون الأول 2023  |
|         | العدل                                    |                 | رضوان حبيب                 |                               |              | 23 حزيران 2012      | 16 آب 2012           |
|         | المالية                                  |                 | محمد الجليلاتي             |                               |              | 14 نيسان 2011       | 27 آب 2014           |
|         | الإدارة المحلية                          |                 | عمر إبراهيم غلاونجي        |                               |              | 14 نيسان 2011       | 22 حزيران 2016       |
|         | الأوقاف                                  |                 | محمد عبد الستار السيد      | حزب البعث العربي الاشتراكي    |              | 8 كانون الأول 2007  | 10 كانون الأول 2024  |
|         | التربية                                  |                 | هزوان الوز                 |                               |              | 23 حزيران 2012      | 26 تشرين الثاني 2018 |
|         | التعليم العالي                           |                 | محمد يحيى معلا             |                               |              | 23 حزيران 2012      | 22 آب 2013           |
|         | الصحة                                    |                 | وائل نادر الحلقي           | حزب البعث العربي الاشتراكي    |              | 14 نيسان 2011       | 16 آب 2012           |
|         | الشؤون الاجتماعية والعمل                 |                 | جاسم محمد زكريا            |                               |              | 23 حزيران 2012      | 27 آب 2014           |
|         | الموارد المائية                          |                 | بسام حنا                   |                               |              | 23 حزيران 2012      | 27 آب 2014           |
|         | الزراعة والإصلاح الزراعي                 |                 | صبحي أحمد العبد الله       | حزب البعث العربي الاشتراكي    |              | 23 حزيران 2012      | 27 آب 2014           |
|         | الصناعة                                  |                 | فؤاد شكري كردي             |                               |              | 23 حزيران 2012      | 16 آب 2012           |
|         | التجارة الداخلية وحماية المستهلك         |                 | قدري جميل                  | حزب الإرادة الشعبية           |              | 23 حزيران 2012      | 22 آب 2013           |
|         | الاقتصاد والتجارة الخارجية               |                 | محمد ظافر محبك             |                               |              | 23 حزيران 2012      | 22 آب 2013           |
|         | الكهرباء                                 |                 | عماد محمد ديب خميس         | حزب البعث العربي الاشتراكي    |              | 14 نيسان 2011       | 3 تموز 2016          |
|         | النفط والثروة المعدنية                   |                 | سعيد معذى هنيدي            |                               |              | 23 حزيران 2012      | 27 آب 2014           |
|         | النقل                                    |                 | محمود إبراهيم سعيد         |                               |              | 10 آب 2014          | 27 آب 2014           |
|         | الاتصالات والتقانة                       |                 | عماد عبد الغني الصابوني    | حزب البعث العربي الاشتراكي    |              | 8 كانون الأول 2007  | 27 آب 2014           |
|         | الإسكان والتنمية العمرانية               |                 | صفوان العساف               |                               |              | 23 حزيران 2012      | 27 آب 2014           |
|         | الأشغال العامة                           |                 | ياسر السباعي               |                               |              | 23 حزيران 2012      | 27 آب 2014           |
|         | الإعلام                                  |                 | عمران عاهد الزعبي          | حزب البعث العربي الاشتراكي    |              | 23 حزيران 2012      | 3 تموز 2016          |
|         | الثقافة                                  |                 | لبانة مشوح                 |                               |              | 23 حزيران 2012      | 27 آب 2014           |
|         | السياحة                                  |                 | هالة محمد الناصر           | حزب البعث العربي الاشتراكي    |              | 23 حزيران 2012      | 22 آب 2013           |
|         | وزير دولة لشؤون المصالحة الوطنية         |                 | علي حيدر                   | الحزب السوري القومي الاجتماعي |              | 23 حزيران 2012      | 26 نوفمبر 2018       |
|         | وزيرة دولة لشؤون البيئة                  |                 | نظيرة فرح سركيس            |                               |              | 23 حزيران 2012      | 3 تموز 2016          |
|         | وزيرة دولة                               |                 | حسين محمود فرزات           | الحزب العربي الاشتراكي        |              | 11 شباط 2006        | 27 آب 2014           |
|         | وزير دولة                                |                 | جوزيف جرجي سويد            |                               |              | 11 شباط 2006        | 27 آب 2014           |
|         | وزير دولة                                |                 | محمد تركي السيد            | حزب الاتحاد الاشتراكي العربي  |              | 23 حزيران 2012      | 9 كانون الثاني 2014  |
|         | وزير دولة                                |                 | نجم الدين خريط             |                               |              | 23 حزيران 2012      | 22 آب 2013           |
|         | وزير دولة                                |                 | عبد الله خليل حسين         |                               |              | 23 حزيران 2012      | 3 تموز 2016          |
|         | وزير دولة                                |                 | جمال شعبان شاهين           | حزب الوحدويين الاشتراكيين     |              | 23 حزيران 2012      | 27 آب 2014           |

## روابط خارجية
- البيان الوزاري لحكومة رياض حجاب
- مجلس الوزراء السوري
- الحكومات السورية على موقع رئاسة مجلس الوزراء
- الحكومات السورية على موقع مجلس الشعب السوري
- وزارات الدولة على بوابة الحكومة الإلكترونية السورية
- الوزارات والهيئات الحكومية على موقع مجلس الشعب السوري